# Pittore di Berlino
Pittore di Berlino (fl. 500 a.C. / 460 a.C.) è il nome convenzionale assegnato da John Beazley ad un ceramografo attico attivo in Atene; il vaso eponimo è un'anfora conservata a Berlino (Antikensammlung F2160).

## Attività
È contemporaneo del Pittore di Kleophrades e come quest'ultimo predilige i vasi di grandi dimensioni: i crateri, le anfore a collo distinto o di tipo nolano, pelikai, stamnoi, oinochoai, hydriai, delicate e inconfondibili lekythoi, dipinte da lui o dai suoi seguaci. I vasi che gli vengono attribuiti sono circa 300. Fu pittore a figure rosse, ma utilizzò anche la tecnica a fondo bianco e fu uno dei maggiori decoratori di anfore panatenaiche a figure nere per lo più eseguite durante il suo ultimo periodo, dopo il 480 a.C., e molte attribuibili ad un suo seguace, il Pittore di Achille. Un altro allievo del Pittore di Berlino fu il Pittore dei Niobidi; tutto nella produzione ricondotta a questo artigiano porta a pensare ad una bottega particolarmente florida, costretta a ricorrere, soprattutto nel periodo più tardo, a numerosi aiuti.

## Stile

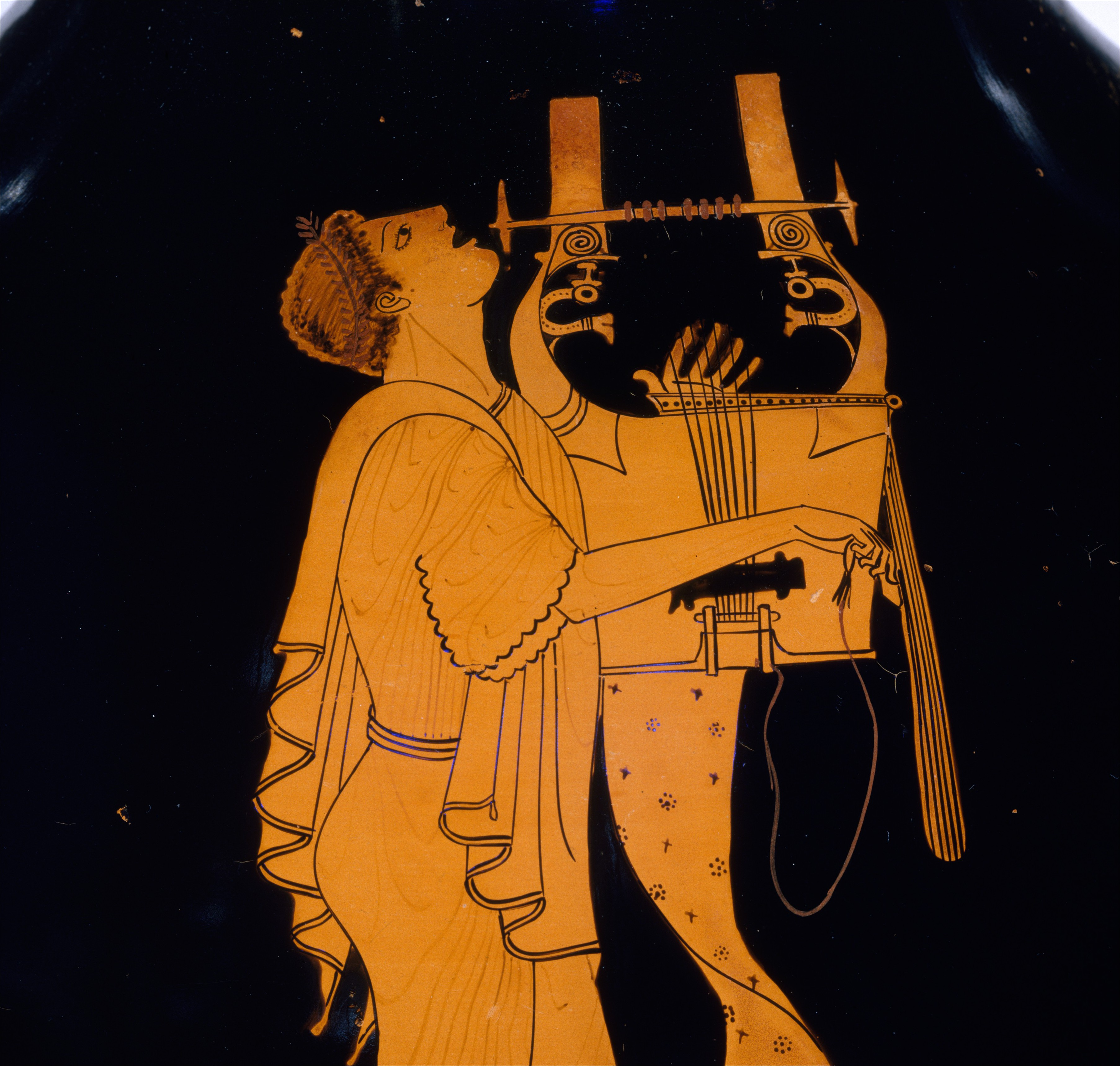
Particolare dell'anfora con suonatore, New York, Metropolitan Museum of Art

Lo stile del Pittore di Berlino risulta pressoché inalterato lungo tutta la sua carriera, la delicatezza e l'accuratezza nei dettagli anatomici riportano ad Eutimide, e rispetto al Pittore di Kleophrades fu più convenzionale nella scelta dei soggetti. Quasi tutti i vasi del Pittore di Berlino sono decorati con singole figure isolate su ciascun lato, spesso prive della linea di base o sorrette da un sottile fregio geometrico o floreale. Non fu lui ad inventare questo tipo di decorazione, che conosciamo dai tempi di Oltos, ma fu lui a renderlo popolare e a fissarne lo schema. L'anfora di New York è un esempio dell'eleganza e semplicità cui giungono queste figure, la cui plasticità è accentuata dalla stessa linearità delle vesti, fino ad identificarsi con la stessa volumetria del vaso. Spesso le figure isolate del Pittore di Berlino alludono a più complesse narrazioni mitiche: Eracle e Apollo sull'anfora di Würzburg sembrano ricreare sulla superficie del vaso una nuova dimensione spaziale che ricorda quella dello skyphos corinzio del Pittore di Folo (Museo del Louvre MNC677), mentre sull'anfora di Basilea Eracle tende il suo kantharos verso Atena che regge l'oinochoe completando la scena sul lato opposto del vaso.